# Salomon Petri Salmonius
Salomon Petri Salmonius, född 1653 eller 1654 i Sala, död 1710 i Fellingsbro socken, var en svensk organist och klockare.

## Biografi
Salomon Petri Salmonius föddes i Sala 1653 eller 1654 som son till kyrkoherden i Romfartuna Petrus Andreæ Ihrestadius och Catharina Andersdotter Munck. Barnen tog namnet Salmonius. Efter skolgång i Västerås 1666-1673 skrevs han in vid Uppsala universitet i februari 1674 tillsammans med brodern Samuel Petri Salmonius. Han blev notarie vid Krigsrätten och slutligen organist i Fellingsbro 1701 där han begravdes 22 mars 1710. Han gifte sig 6 januari 1701 med Brita Tronia i hennes tredje äktenskap. Hon begärde skilsmässa på grund av olyckligt äktenskap men ärendet hann inte avslutas före Salmonius död.
Eftersom han kunde undervisa på blåsinstrument och i övrigt spelade violin och hade viss fallenhet för generalbas blev han 1678  föreslagen att hjälpa rector cantus Laurentius Staffander vid gymnasiet i Västerås. Det blev i stället Laurentius Laurzelius. 1682 föreslog Olof Rudbeck den äldre att Magnus Gabriel De la Gardie skulle anställa honom som bibliotekare och musiker på Kägleholm. Det blev i stället Ericus Vibenius. Brodern, prosten Abraham Petri Salmonius ville ha honom som organist i sin församling i Fellingsbro för att ersätta Carl Ramselius som var inkapabel att förnöja Fellingsbro kompanis befäl och anhöriga med flöjtspel och fiolspel vid festligheter. Han blev därför vald när Ramselius fick tjänst i Lindesberg 1701.